# Antonio Franco
Mons. Antonio Franco (* 24. března 1937, Puglianello) je italský katolický duchovní, emeritní diplomat Svatého stolce a titulární arcibiskup galleseský.